# A puerta cerrada (obra)
A puerta cerrada (Huis clos) es una obra de teatro existencialista del intelectual francés Jean-Paul Sartre que se estrenó en París en el teatro del Vieux-Colombier en mayo de 1944, justo antes de la liberación de la ciudad durante la Segunda Guerra Mundial. La obra contiene la cita más famosa de Sartre: «El infierno son los otros» (en francés, «L'enfer, c'est les autres»).

## Sinopsis
Un mayordomo introduce a un hombre llamado Garcin en un cuarto, que el público pronto identifica como el infierno. El camarero sale y vuelve con una mujer, Inés, y posteriormente con otra, Estelle. El camarero sale por última vez y la puerta es cerrada con llave.
Todos esperan ser torturados, pero no aparece «verdugo» alguno. En lugar de ello, descubren que están ahí para torturarse entre sí. Van repasando su vida y confesando progresivamente los actos que les han llevado al infierno. Al final de la obra, Garcín exige salir; tras decirlo, la puerta se abre, pero ninguno sale, ya que se dan cuenta de que no pueden vivir los unos sin los otros.

## Análisis de la obra

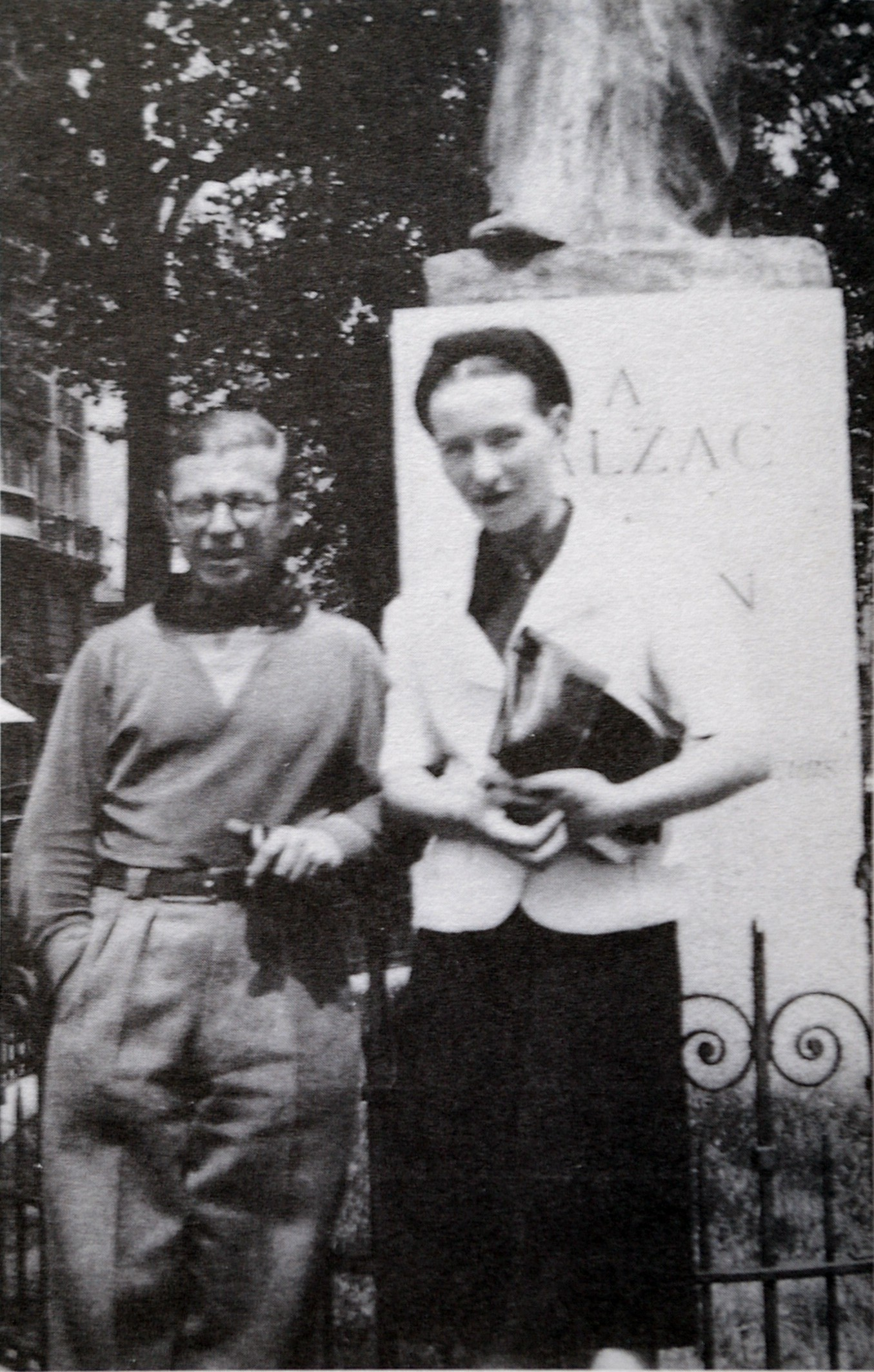
Sartre y Simone de Beauvoir en París (1939).

### La mirada del otro
A puerta cerrada explota el concepto de la influencia de las miradas ajenas en la psique personal. Se parte de la idea de que la mirada del otro es aquello que desnuda, muestra al otro la realidad del ser. Y a partir de esta, el individuo es juzgado, condenado.
Los protagonistas de A puerta cerrada son sus propios verdugos. Tienen la mirada fija y constante en sus compañeros; solidifican, eternizan la existencia. En el infierno no existe el tiempo, es el eterno presente, sin cambios, angustiante y sofocante. No poder pestañear, no poder dormir, es la vida sin corte, es el ser siempre y constantemente juzgado por la mirada del otro.
La solución sería encerrarse en sí mismo, huyendo de la mirada del otro. Pero no los salva. Están condenados a escuchar los pensamientos del otro, cuya presencia se hace patente e insoportable.

### Culpa y verdad en el infierno de Sartre
La apariencia nos muestra que la llegada de los tres personajes al infierno no es casual ni impensada.
Garcin está allí por maltratar sádicamente a su mujer y ser cobarde, con sus colegas y sus ideales.
Inés es abiertamente mala. Indujo a la muerte, incluso no le importa su propia muerte, a su primo y a Florence, su mujer.
Estelle ha engañado a su esposo, ha matado a su hija, ha prostituido su vida.
Pero esta apariencia no es la razón de la llegada de los tres personajes al infierno.
La causa es más profunda, más real y definitiva.
Garcin es un canalla, Inés es sádica, Estelle es netamente egoísta.
La soberbia, el reconocerse cada uno como único e imprescindible, los llevó a la muerte eterna. Muerte que se expresa en la absorción en la mirada de los otros.

J'ai voulu montrer, par l'absurde, l'importance, chez nous, de la liberté, c'est-à-dire l'importance de changer les actes par d'autres actes. Quel que soit le cercle d'enfer dans lequel nous vivons, je pense que nous sommes libres de le briser. Et si les gens ne le brisent pas, c'est encore librement qu'ils y restent. De sorte qu'ils se mettent librement en enfer.
He querido mostrar, mediante el absurdo, la importancia, para nosotros, de la libertad, es decir la importancia de cambiar los actos mediante otros actos. Sea cual sea el círculo del infierno en el que estemos viviendo, pienso que somos libres de romperlo. Y si la gente no lo rompe, también libremente se queda en él. De modo que se instala libremente en el infierno.
Jean-Paul Sartre, 1964

### ¿Salvación?
En su estancia en el infierno, cada personaje es lazo para el otro. No pueden abandonar el infierno sin el otro. La dependencia se ha hecho demoníaca (al modo de pensar de C. S. Lewis, en las "Cartas del diablo a su sobrino"). Teniendo la posibilidad de partir, no pueden. Se hallan condenados a vivir en la mirada de sus compañeros, en el pensamiento de sus compañeros, y así existir, para el castigo que es la eternidad.

### Jean Paul Sartre y la mirada
Para Jean Paul Sartre, la mirada del otro es el infierno y la muerte .  Impide ser, aunque es la única que permite manifestarse de algún modo en el mundo. Siendo así, la opinión del otro es importante. Es una crítica a la sociedad actual, que vive preocupada por los juicios externos. Hay miedo a mostrarse; la salida: un mundo de apariencias.
Ocultando el ser, el horror al vacío impone una máscara, es el infierno de ser lo que se pretende que al otro le importe que yo sea. Lo más importante es la aparición del famoso personaje Estelle, quien logra cambiar por completo la obra.

« L'enfer c'est les autres » a été toujours mal compris. On a cru que je voulais dire par là que nos rapports avec les autres étaient toujours empoisonnés, que c'était toujours des rapports infernaux. Or, c'est tout autre chose que je veux dire. Je veux dire que si les rapports avec autrui sont tordus, viciés, alors l'autre ne peut être que l'enfer. Pourquoi ? Parce que les autres sont, au fond, ce qu'il y a de plus important en nous-mêmes, pour notre propre connaissance de nous-mêmes. Quand nous pensons sur nous, quand nous essayons de nous connaître, au fond nous usons des connaissances que les autres ont déjà sur nous, nous nous jugeons avec les moyens que les autres ont —nous ont donnés—, de nous juger. Quoi que je dise sur moi, toujours le jugement d'autrui entre dedans. Quoi que je sente de moi, le jugement d'autrui entre dedans. Ce qui veut dire que, si mes rapports sont mauvais, je me mets dans la totale dépendance d'autrui et alors, en effet, je suis en enfer. Et il existe une quantité de gens dans le monde qui sont en enfer parce qu'ils dépendent trop du jugement d'autrui. Mais cela ne veut nullement dire qu'on ne puisse avoir d'autres rapports avec les autres, ça marque simplement l'importance capitale de tous les autres pour chacun de nous.
Siempre se ha entendido mal «El infierno son los demás». Han creído que con ello quería decir que nuestras relaciones con los demás siempre estaban envenenadas, que siempre eran relaciones infernales. Y sin embargo, lo que quiero decir es algo bien distinto. Quiero decir que si las relaciones con el otro están torcidas, viciadas, entonces el otro sólo puede ser el infierno. ¿Por qué? Porque los demás son, en el fondo,  lo más importante en nosotros mismos, para nuestro propio conocimiento de nosotros mismos. Cuando reflexionamos acerca de nosotros, cuando intentamos conocernos, en el fondo usamos conocimientos que los demás ya tienen acerca de nosotros, nos juzgamos con los medios que los demás tienen —nos han dado— para juzgarnos. Diga yo lo que diga acerca de mí, siempre el juicio ajeno entra en ello. Sienta yo lo que sienta de mí, el juicio ajeno entra en ello. Lo que quiere decir que, si mis relaciones son malas, me coloco en una dependencia total respecto del otro y entonces, en efecto, estoy en el infierno. Y existe cantidad de gente en el mundo que está en el infierno, porque depende demasiado del juicio ajeno. Pero eso no quiere decir en absoluto que no se puedan tener otras relaciones con los demás, sólo señala la capital importancia de todos los demás para cada uno de nosotros.
Jean-Paul Sartre, 1964

## Representaciones destacadas
- Théâtre du Vieux-Colombier, París, 27 de mayo de 1944. Estreno.
  - Dirección: Raymond Rouleau
  - Intérpretes: Michel Vitold (Garcin), Tania Balachova (Inès), Gaby Sylvia (Estelle), R.J. Chauffard (le garçon).

- Teatro Eliseo, Roma, 1945. 
  - Dirección: Luchino Visconti
  - Intérpretes: Paolo Stoppa, Rina Morelli, Vivi Gioi.

- Biltmore Theatre, Broadway, Nueva York, 1946.
  - Dirección: John Huston.
  - Intérpretes: Annabella (Inez), Claude Dauphin (Cradeau), Ruth Ford (Estelle), Peter Kass (Bellboy).

- Teatro María Guerrero, Madrid, 1947.
  - Dirección: Luis Escobar.
  - Intérpretes: Amparo Rivelles, Lola Membrives, Guillermo Marín, José María Mompín.

- Teatro Comedia, Barcelona, 1948.
  - Dirección: Juan Germán Schroeder
  - Intérpretes: Ana María Noé, María Pura Belderrain, Vicente Soler y Adolfo Marsillach.

- Teatro Poliorama, Barcelona, 1967.
  - Dirección: Adolfo Marsillach.
  - Adaptación: Alfonso Sastre.
  - Intérpretes: Adolfo Marsillach, Nuria Espert, Gerardo Malla, Gemma Cuervo.

- Théâtre Gérard Philipe, Saint-Denis, 1977
  - Dirección: Andréas Voutsinas
  - Intérpretes: Robert Hossein (Garcin), Gaby Sylvia (Inès), Christine Audhuy (Estelle), Pierre-Jacques Moncorbier (le garçon).

- Théâtre des Mathurins, París, 1981,  gira teatral Herbert-Karsenty, 1982-1983
  - Dirección: Georges Wilson
  - Intérpretes: Daniel Gélin (Garcin), France Delahalle, sustituida por Annie Bertin (Inès), Nicole Calfan, sustituida por Marie-Georges Pascal (Estelle), François Marié (le garçon).

- Comédie-Française, París, 1990
  - Dirección: Claude Régy, scénographie de Roberto Plate
  - Intérpretes: Michel Aumont (Garcin), Christine Fersen (Inès), Muriel Mayette (Estelle), Jean-Yves Dubois (le garçon).

- Teatro Bellas Artes, Madrid, 1993.
  - Dirección: Miguel Narros.
  - Intérpretes: Aitana Sánchez-Gijón, Mercedes Sampietro, Carmelo Gómez, Carlos Alberto Abad.

- Théâtre Marigny, París, 2000
  - Dirección: Robert Hossein.
  - Intérpretes: François Marthouret (Garcin), Claire Nebout (Inès), Claire Borotra (Estelle), Yves Le Moign' (le garçon).

- A puerta cerrada (2009), (teatro) dirigido por Darinia Morales Sepúlveda en Puerto Rico

- Théâtre du Nouveau Monde, Montreal, 2010
  - Dirección: Lorraine Pintal
  - Intérpretes: Sébastien Dodge (Garcin), Pascale Bussières (Inès), Julie Le Breton (Estelle), Patrice Robitaille (le garçon).

- Sala Rajatabla, Caracas (Venezuela), 2014. 
  - Dirección: Loredana Volpe
  - Intérpretes: Edmundo Bianchi (Garcin), Loredana Volpe (Inés), Fabiola Arace (Estelle), Reinaldo Navas (mayordomo).

- Teatro Echegaray, Málaga (España), 2015. 
  - Dirección: Rafael Torán
  - Intérpretes: Antonio Salazar (Garcin), María Bravo (Inès), Rocío Rubio (Estelle), Raúl Zajdner (mozo).

- Theatron Espacio Escénico, Monterrey  (México), 2016.
  - "Dirección": Xavier Araiza
  - "Intérpretes": Justino Pérez  (Garcín), Jessica Berzosa  (Inès), Gely Ortegon (Estelle), Alejandro López  (camarero)
  - Página de Facebook: a puerta cerrada de Jean Paul Sartre

- Teatre Akadèmia, Barcelona, 2017. 
  - Dirección: Loredana Volpe
  - Intérpretes: Oriol Casals (Garcin), Aida Oset (Inés), Laura Pujolàs (Estelle), Pau Sastre (mayordomo).

- Aluperan Artes de Circo, Buenos Aires, 2017. 
  - Dirección: Salo Gon
  - Intérpretes: Slab (Garcin), Gama (Inés), Zaj (Estelle), Numa (mayordomo).

- Teatro San Jerónimo, Ciudad de México  (México), 2019.
  - Dirección: Enrique Singer
  - Intérpretes: Alejandro Camacho  (Gastón), Blanca Guerra  (Inés), Adriana Llabrés (Estela), Paulina Soto Oliver  (Botones)

## Adaptaciones al cine
- Huis clos (1954), dirigido por Jacqueline Audry
- A puerta cerrada (1962), dirigido por Pedro Escudero
- No Exit (1962), dirigido por Tad Danielewski
- No Exit (2006), dirigido por Etienne Kallos